# 中里 (横浜市)
中里（なかざと）は、神奈川県横浜市南区の地名。現行行政地名は中里一丁目から中里四丁目。住居表示実施済み区域。

## 地理
南区の南西部に位置し、北東に弘明寺町・中里町、南東に大岡、南に別所、南西に別所中里台、北西と北に六ツ川と接している。

### 面積
面積は以下の通りである。
| 丁目       | 面積（km²） |
| ---------- | ----------- |
| 中里一丁目 | 0.136       |
| 中里二丁目 | 0.109       |
| 中里三丁目 | 0.168       |
| 中里四丁目 | 0.176       |
| 計         | 0.589       |

### 地価
住宅地の地価は、2025年（令和7年）1月1日の公示地価によれば、中里3-20-29の地点で22万2000円/m²となっている。

## 歴史

### 沿革
- 1975年（昭和50年）7月28日 - 住居表示の実施に伴い、弘明寺町、中里町、別所町、六ツ川一丁目、港南区最戸町の各一部を分離し、中里一丁目から中里四丁目、別所中里台を新設[7]。

### 町名の変遷
出典：
| 実施後     | 実施年月日                | 実施前（各町名ともその一部）             |
| ---------- | ------------------------- | ---------------------------------------- |
| 中里一丁目 | 1975年（昭和50年）7月28日 | 弘明寺町、中里町、別所町（各一部）       |
| 中里二丁目 | 1975年（昭和50年）7月28日 | 中里町、別所町、港南区最戸町（各一部）   |
| 中里三丁目 | 1975年（昭和50年）7月28日 | 弘明寺町、中里町、六ツ川一丁目（各一部） |
| 中里四丁目 | 1975年（昭和50年）7月28日 | 中里町、別所町、六ツ川一丁目（一部）     |

## 世帯数と人口
2025年（令和7年）6月30日現在（横浜市発表）の世帯数と人口は以下の通りである。
| 丁目      | 世帯数    | 人口    |
| --------- | --------- | ------- |
| 中里1丁目 | 1,479世帯 | 2,803人 |
| 中里2丁目 | 734世帯   | 1,345人 |
| 中里3丁目 | 1,102世帯 | 2,089人 |
| 中里4丁目 | 1,186世帯 | 2,422人 |
| 計        | 4,501世帯 | 8,659人 |

### 人口の変遷
国勢調査による人口の推移。
| 年                 | 人口  |
| ------------------ | ----- |
| 1995年（平成7年）  | 8,583 |
| 2000年（平成12年） | 8,341 |
| 2005年（平成17年） | 8,427 |
| 2010年（平成22年） | 8,569 |
| 2015年（平成27年） | 8,341 |
| 2020年（令和2年）  | 8,540 |

### 世帯数の変遷
国勢調査による世帯数の推移。
| 年                 | 世帯数 |
| ------------------ | ------ |
| 1995年（平成7年）  | 3,459  |
| 2000年（平成12年） | 3,475  |
| 2005年（平成17年） | 3,597  |
| 2010年（平成22年） | 3,784  |
| 2015年（平成27年） | 3,797  |
| 2020年（令和2年）  | 4,097  |

## 学区
市立小・中学校に通う場合、学区は以下の通りとなる（2024年11月時点）。
| 丁目       | 番・番地等 | 小学校             | 中学校               |
| ---------- | ---------- | ------------------ | -------------------- |
| 中里一丁目 | 全域       | 横浜市立南小学校   | 横浜市立南が丘中学校 |
| 中里二丁目 | 全域       | 横浜市立南小学校   | 横浜市立南が丘中学校 |
| 中里三丁目 | 全域       | 横浜市立南小学校   | 横浜市立南が丘中学校 |
| 中里四丁目 | 全域       | 横浜市立別所小学校 | 横浜市立南が丘中学校 |

## 事業所
2021年（令和3年）現在の経済センサス調査による事業所数と従業員数は以下の通りである。
| 丁目       | 事業所数  | 従業員数 |
| ---------- | --------- | -------- |
| 中里一丁目 | 66事業所  | 730人    |
| 中里二丁目 | 9事業所   | 25人     |
| 中里三丁目 | 25事業所  | 156人    |
| 中里四丁目 | 20事業所  | 52人     |
| 計         | 120事業所 | 963人    |

### 事業者数の変遷
経済センサスによる事業所数の推移。
| 年                 | 事業者数 |
| ------------------ | -------- |
| 2016年（平成28年） | 113      |
| 2021年（令和3年）  | 120      |

### 従業員数の変遷
経済センサスによる従業員数の推移。
| 年                 | 従業員数 |
| ------------------ | -------- |
| 2016年（平成28年） | 810      |
| 2021年（令和3年）  | 963      |

## 施設
- 横浜市立南小学校

## その他

### 日本郵便
- 郵便番号 : 232-0063[3]（集配局：横浜南郵便局[18]）

### 警察
町内の警察の管轄区域は以下の通りである。
| 丁目       | 番・番地等 | 警察署   | 交番・駐在所 |
| ---------- | ---------- | -------- | ------------ |
| 中里一丁目 | 全域       | 南警察署 | 大岡町交番   |
| 中里二丁目 | 全域       | 南警察署 | 大岡町交番   |
| 中里三丁目 | 全域       | 南警察署 | 大岡町交番   |
| 中里四丁目 | 全域       | 南警察署 | 別所町交番   |